# Srđan Baljak
Srđan Baljak (en serbi: Срђан Баљак; Belgrad, 25 de novembre de 1978) és un futbolista serbi que actualment juga de davanter al primer equip del MSV Duisburg.